# Shockradio
Shockradio is een Nederlands komisch radioprogramma dat wekelijks in de zaterdagnacht tussen 00.00 en 02.00 uur werd uitgezonden tussen 6 februari 1993 en 18 september 1994 bij Veronica op Radio 3.
Het programma probeerde de luisteraars te choqueren via in scène gezette acteerstukjes. Dit werd uiteindelijk ook de reden waarom het afgevoerd werd.

## Concept
De presentatie was in handen van Rob Stenders, Fred Siebelink en Floortje Dessing, die daarvoor al samengewerkt hadden in het nachtprogramma Oh, wat een nacht. Uit de eerste uitzending bleek dat Stenders gereserveerd stond tegenover de bedoeling van zijn zelf gecreëerde programma. Hij vroeg aan de luisteraars wat zij choquerend vonden. Enkele weken later voegde hij de daad bij het woord: twee terminale gasten werden uitgenodigd. Er bleek voor de patiënten slechts één donor voorradig te zijn. Met weloverwogen argumenten mochten de luisteraars bepalen wie het meeste recht had op het gedoneerde orgaan. De aap kwam pas echt uit de mouw toen bleek dat de twee patiënten twee acteurs waren die samen met de presentatoren de situatie twee uur lang hadden geënsceneerd.
Voor de komische noot werd voor het programma Hilbert Elskamp ingeschakeld, die imitaties van Albert Verlinde, Koos Alberts en Ray Slijngaard deed, en de creatie Johan van der Muiden (vanuit het plaatsje Rottenhoofd). Het meeste succes had hij met zijn imitatie van Chriet Titulaer.
In het voorjaar van 1993 nam Siebelink tijdens de uitzending een lsd-pil in en werd Stenders terwijl hij presenteerde dronken op de radio. Fenomenen uit de media werden op de korrel genomen, en het Shockradio-team ging nog een stapje verder. Zo werd Het spijt me van Caroline Tensen gepersifleerd, met in de hoofdrol het verhaal over elkaar uit het oog verloren moffenmeiden. Ook werd er een verzamel-cd aangekondigd: Alle 13 Aids, een gay-cd. Deze grap werd enkele maanden later door de werkelijkheid ingehaald toen onafhankelijk van deze parodie een heuse homocompilatie verscheen.
In de zomer van 1994 contacteerde Shockradio bekende Nederlanders met de vraag of ze voor een aanzienlijk honorarium aan een bespottelijke afscheidsshow voor Wubbo Ockels wilden deelnemen. Stenders c.s. wilden hiermee de hypocrisie van vele artiesten aantonen. Toen Barry Hughes werd lastiggevallen door een zogenaamde suïcidale man was de maat voor Veronica echter vol. Stenders verdedigde zich in interviews met de stelling dat Shockradio choqueren met beleid was, maar de directie had daar geen oren naar en was onverbiddelijk. In september 1994 hield het programma op te bestaan. Het vervolg was dat Stenders alleen bij Radio Veronica kon blijven maar zich voortaan moest inhouden in onder andere het minder gepeperde Outlaw Radio.